# Andrija Pivčević (snimatelj)
Andrija Pivčević (Gata, 1945. - Split, 21. listopada 2019.), hrvatski televizijski i filmski snimatelj iz Splita, majstor profesionalnog i amaterskog filma.

## Životopis
Rodio se u Gatima 1945. godine. Bio je član Kino kluba Split. Među igranim filmovima koje je kao direktor fotografije snimio su:
- Ludi dani (1977.) redatelja Nikole Babića
- Medeni mjesec (1983.) redatelja Nikole Babića
- Crveni i crni (1985.) redatelja Miroslava Mikuljana
- Kuća na pijesku (1985.) redatelja Ivana Martinca
- Večernja zvona (1986.) redatelja Lordana Zafranovića
- Haloa, praznik kurvi (1988.) redatelja Lordana Zafranovića
- Povratak Katarine Kožul (1989.) redatelja Slobodana Praljka

## Nagrada
Slobodna Dalmacija mu je dodijelila svoju nagradu Emanuel Vidović za životno djelo u području umjetnosti.